# Макаренко Олександр Андрійович
Олександр Андрійович Макаренко (22 квітня 1920, Алупка — 9 жовтня 2007, Київ) — український історик, дослідник історії міжнародних відносин України XX століття, міжнародного робітничого руху, доктор історичних наук (з 1965 року). Лауреат премії АН УРСР імені Д. З. Мануїльського (за 1982 рік).

## Біографія
Народився 22 квітня 1920 року в місті Алупці. Почав працювати креслярем конструкторського бюро заводу «Червоний екскаватор» у Києві. Навчався в Київському авіаційному інституті, Казанському авіаційному інституті, на партійних курсах в Новосибірську. У 1943–1945 роках — на комсомольській роботі, директор Чернівецького обласного Будинку народної творчості. У 1945–1946 роках навчався на міжнародному факультеті Київського державного університету, у 1946–1950 роках — на історичному факультеті Чернівецького державного університету. 1954 року закінчив Академію суспільних наук при ЦК КПРС. Того ж року захистив кандидатську дисертацію. У 1954–1958 роках — на партійній роботі. У 1958–1963 роках — старший науковий співробітник відділу загальної історії та міжнародних відносин. У 1964–1969 роках — завідувач відділу пролетарського інтернаціоналізму Інституту філософії АН УРСР. З 1969 року — старший науковий співробітник відділу нової і новітньої історії Інституту історії АН УРСР, вчений секретар Бюро Відділення суспільних наук АН УРСР (за сумісництвом).

## Основні праці
- Рух солідарності зарубіжних трудящих проти загрози нової антирадянської інтервенції (1924—1929) // УІЖ. — 1978. — № 7;
- Могучая сила пролетарской солидарности: Поддержка зарубежным пролетариатом Советской страны в 1921—1925 гг. — Москва, 1976;
- Єдність інтернаціональних і національних інтересів трудящих. — Київ, 1971 (у співавторстві);
- Україна і зарубіжний світ. — Київ, 1970 (у співавторстві);
- Строительство коммунизма и проблемы сближения социалистических наций. — Київ, 1969;
- Провал імперіалістичних намірів щодо України (1924—1929 рр.). — Київ, 1967;
- Преодолевая происки мировой реакции // Украинская ССР в международных отношениях. 1924—1929 гг. — Київ, 1964;
- Міжнародні відносини і Радянська Україна (1924—1929). — Київ, 1963;
- Мировой пролетариат — Стране Советов. Движение зарубежного рабочего класса в защиту и помощь Советской стране. 1921—1923 гг. — Київ, 1963.